# モダン・レコーディングの冒険
『モダン・レコーディングの冒険(Adventures in Modern Recording)』は、イギリスのバンド、バグルスが1981年に発表した2枚目のオリジナル・アルバム。

## 解説
イエスのアルバム『ドラマ』のツアーが終了した直後にトレヴァー・ホーンは脱退し、バグルスの作業に戻った。しかしアルバムを編集している頃、ジェフ・ダウンズは既に制作から去ってエイジアの結成に参加しており、ホーン一人での作業だった。このため、当時、実質的にバグルスはホーンの個人バンドであったと認識されるに至っている。作曲にはバグルスの元メンバー、ブルース・ウーリーも参加している。
このアルバムは前作ほどはヒットせず、バグルスの活動は停止になった（2014年現在、本作が最後のアルバムである）。結局ホーンはプロデューサーとして一時代を築くことになる。
余談だが、クリス・スクワイアもゲスト参加している。

## 収録曲
4.は『ドラマ』の「レンズの中へ」を改作したもの。

Side 1.
1. モダン・レコーディングの冒険　"Adventures in Modern Recording" (Simon Darlow, Trevor Horn, Bruce Woolley)
2. ビートニク "Beatnik" (Horn) - 3:38
3. 朱色の砂　"Vermillion Sands" (Geoff Downes, Horn) - 6:48
4. アイ・アム・ア・カメラ　"I Am a Camera" (Downes, Horn) - 4:56

Side 2.
1. オン・TV "On TV" (Horn, Wooley, Rodney Thompson) - 2:48
2. 秘密都市　""Inner City" (Darlow, Horn) - 3:22
3. レニー "Lenny" (Downes, Horn) - 3:12
4. レインボー・ウォリアー "Rainbow Warrior" (Darlow, Horn, John Sinclair) - 5:22
5. モダン・レコーディングの冒険(リプライズ) "Adventures in Modern Recording (reprise)" (Darlow, Horn, Woolley) - 0:51

## 1997年盤
トイズファクトリーが発売している。
10.フェイド・アウェイ　"Fade Away" - 2:36 Original B-side of the "I Am a Camera" and "On TV" 7-inch singles
11.ブルー・ナイロン "Blue Nylon" - 2:25 Original B-side of the "Adventures in Modern Recording" 7-inch single
12.アイ・アム・ア・カメラ(12インチ・ミックス) Original 12-inch single mix.

## 2010年盤
1. フェイド・ウェイ "Fade Away"
2. ブルー・ナイロン "Blue Nylon"
3. アイ・アム・ア・カメラ (12 mix) "I Am a Camera" (12-inch mix)
4. ウィ・キャン・フライ・フロム・ヒア パート1　"We Can Fly from Here – Part 1"　(previously unreleased demos)
5. ディオン "Dion"  (previously unreleased demos)
6. ヴィデオテーク  "Videotheque" (previously unreleased demos)
7. オン・TV "On TV" (previously unreleased demos)
8. ウオーキング・オン・グラス "Walking on Glass" (Original version of "Lenny") (previously unreleased demos)
9. ライディング・ア・タイド   "Riding a Tide" (previously unreleased demos)
10. ウィ・キャン・フライ・フロム・ヒア パート2　"We Can Fly from Here – Part 2" (previously unreleased demos)

「ウィ・キャン・フライ・フロム・ヒア」、「ライディング・ア・タイド」は2011年に発売されたフライ・フロム・ヒアのタイトルトラックとして20分を超える大作へ大幅に改作された上で公式に発表された。

## 参加メンバー
- トレヴァー・ホーン  vocals&bass（一部の曲のみ）
- ジェフ・ダウンズ　 keyboards,drum programming on "Lenny"
- ブルース・ウーリー vocal "On TV"
- ジョン・シンクレア drum programming,symbal,guitar
- クリス・スクワイア sound effects on "Adventures in Modern Recording", "Adventures in Modern Recording (reprise)"
- アン・ダドリー　keybords on "Beatnik"
- ルイス・ジャル  percussion on "Beatnik"
- ダニー・スコージャー  keyboards on "Lenny"
- ロッド・トンプソン　 keyboards on "Lenny"